# Luís Monzón
Luis Monzón Artiles, né le 9 avril 1966 à Las Palmas de Gran Canaria et fils du pilote Pepe Monzón, est un pilote de rallye espagnol et canarien, sur terre et sur asphalte, ainsi que sur circuits (GT) et en courses de côte. Il dirige une société évènementielle sportive aux Canaries.

## Biographie

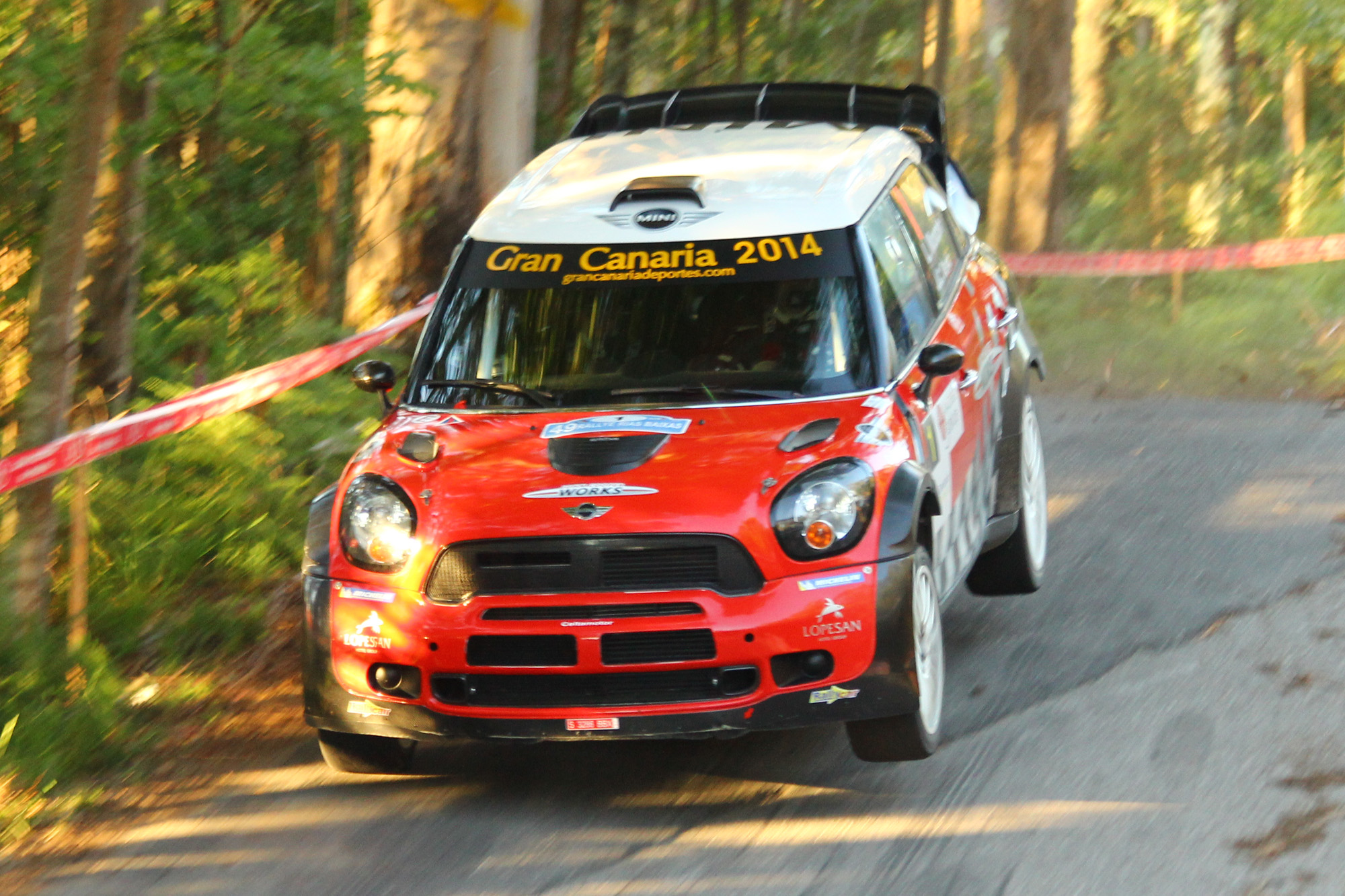
L. Monzón au Rallye des Rías Baixas 2013.

Il débute en compétition durant l'année 1986 sur Seat 127 au Rallye Santa Brígida (à 19 ans), et surtout l'année suivante sur la toute nouvelle Renault 5 GT Turbo (montagne et rallyes). Il reste encore en activité 27 années plus tard.
De 1989 à 1997 il évolue sur Ford (Sierra puis Escort, versions RS Cosworth), avec un intermède par Lancia (Lancia Delta HF Integrale) en 1992-93. Peugeot lui permet d'obtenir ses résultats des saisons 1999 à 2012 (modèles 306 Max -Pilote semi-officiel 1999-2001-, puis 206 WRC, et enfin 207 S2000 qui redonne un nouvel élan à sa carrière en 2008), en notant au passage une victoire au Rallye des îles Canaries en 2004 sur Toyota Corolla WRC. Sa première épreuve en WRC a lieu en 1994 au rallye Sanremo.
Il a effectué plusieurs saisons complètes en Championnat d'Espagne Grand Tourisme, notamment sur Marcos LM 600 de 750CV en 2003, et sur Ferrari 360 Módena NGT en 2004-05. En 2009 il est victime d'un grave accident au Grand Prix GT de Macao (pneumothorax et lésion d'un nerf optique).
Une nouvelle fois sa carrière est relancée en 2013, cette fois-ci sur Mini Cooper WRC.
José Carlos Déniz, est son copilote, fidèle à son côté depuis 1995.

## Palmarès(au 31/12/2013)

### Titres
- Double Champion d'Espagne des rallyes (à 12 ans d'intervalle): 2001 (copilote déjà J.C. Déniz, sur Peugeot 206 WRC), et 2013 (même copilote, sur Mini Cooper WRC);
- Triple Champion des  Îles Canaries: 1994, 1998 et 2002;
  - Vice-champion d'Espagne des rallyes, en 1992 et 1999;
  - Vice-champion des Îles Canaries, en 1995;
  - 3e du championnat d'Espagne des rallyes, en 2000 et 2008;

### 5 victoires en ERC
- Rallye des îles Canaries: 1994;
- Rallye des Asturies: 1995;
- Rallye de La Corogne: 1999 et 2001;
- Rallye de Tenerife - Adeje: 1999;

### 23 victoires en championnat d'Espagne
- Rallye des îles Canaries: 1991 et 2013;
- Rallye de Cantabrie: 1992 et 2013;
- Rallye de La Cerámica: 1992;
- Rallye de La Corogne: 1999 et 2001;
- Rallye de Aviles: 1999 et 2001;
- Rallye de Tenerife - Adeje: 1999;
- Rallye des Rías Baixas: 2000 et 2001;
- Rallye Salou-Costa Dorada: 2000 et 2001;
- Rallye de Llanes: 2001;
- Rallye des Asturies: 2001 et 2013;
- Rallye de Ventimille: 2001;
- Rallye de Madrid: 2001;
- Rallye de Ourense: 2008 et 2013;
- Rallye de Ferreol: 2008 et 2013;

### Autres victoires notables
- Rallye des îles Canaries: 2004 et 2007 (alors par deux fois en coupe FIA de zone ouest - total 3 victoires au classement absolu de l'épreuve, avec 1994);
- ... et de nombreuses autres courses dans le championnat spécifique canarien des rallyes (entre 1991 et 2013);

### Circuits
- Champion d'Asie GT: 2006 et 2007;

(nb: participation aux 24 heures de Daytona en 2005 avec María de Villota, et en 2006)

### Titres
- Triple Champion des Canaries de course de côte du Groupe N: 1990 (Ford Sierra RS Cosworth), 1993 (Lancia Delta) et 1994 (Ford Escort RS Cosworth).